# Шубинский, Валерий Игоревич
Вале́рий И́горевич Шуби́нский (род. 16 января 1965, Киев) — российский поэт и переводчик, критик, историк литературы.

## Биография
Сын доктора технических наук И. Б. Шубинского (род. 1939), заведующего кафедрой информатики и вычислительной техники Санкт-Петербургской лесотехнической академии. Внук инженера-технолога, доктора технических наук И. М. Ройтера. С 1972 живёт в Ленинграде (до 1986 — в Пушкине). Окончил Ленинградский финансово-экономический институт (1986). Работал экскурсоводом, служил в издательстве, с 1997 — свободный литератор.
В 1980-е входил в ассоциацию современного искусства «Камера хранения». Куратор литературных клубов «Утконос» (1995—2000) и «Локус» (2011—2012). В 2002—2007 читал спецкурс современной поэзии в Санкт-Петербургском государственном университете, одновременно вёл поэтическую студию в Музее Ахматовой. В 2002—2015 один из кураторов сайта «Новая камера хранения».

## Признание
- Лауреат литературной Премии Андрея Белого (2018) в номинации «Критика»[3].
- Лауреат премии «Поэзия» (2020) в номинации «Критика»[4].

## Публикации
Публикуется с 1984 (журналы «Континент», «Звезда», «Вестник новой литературы», «Октябрь», «Новый мир», «Новая русская книга», «Новое литературное обозрение», «Критическая масса», «Нева», «Знамя», «Волга», газета «Русская мысль» и др.). Составитель историко-культурного альманаха «Незамеченная земля» (1991, совместно с Игорем Вишневецким). Переводит с английского (Джон Донн, Киплинг) и идиша.

## Книги

### Стихи
- Балтийский сон. — М., 1989 (в конволюте «Камера хранения» вместе с книгами стихов О. Юрьева, О. Мартыновой, Д. Закса).
- Сто стихотворений. — СПб., 1994.
- Имена немых. — СПб., 1998.
- Золотой век: [стихи и проза]. — М.: Наука, Русский Гулливер, 2007.
- Вверх по течению. — М.: Русский Гулливер, 2012.
- Рыбы и реки. — М.: Русский Гулливер, 2016.
- Тёмная ночь — М.: НЛО, 2020.

### История литературы
- Николай Гумилёв: Жизнь поэта — СПб.: Вита Нова, 2004.
- Михаил Ломоносов: Всероссийский человек — СПб.: Вита Нова, 2006.
- Даниил Хармс: Жизнь человека на ветру — СПб.: Вита Нова, 2008.
- Ломоносов — М.: Молодая гвардия, 2010. — 512 с. — (Жизнь замечательных людей). — 5000 экз. — ISBN 978-5-235-03323-8.
- Владислав Ходасевич: Чающий и говорящий — СПб.: Вита Нова, 2011.
- Учёные собратья — СПб.: ДЕТГИЗ, 2011.
- Владислав Ходасевич: Чающий и говорящий — М.: Молодая гвардия, 2012. — 528 с. — (Жизнь замечательных людей). — 5000 экз. — ISBN 978-5-235-03479-2.
- Зодчий: Жизнь Николая Гумилёва — М.: АСТ, Corpus, 2014. — 736 с. — 5000 экз. — ISBN 978-5-17-084585-9.
- Приключения Гумилёва, прапорщика и поэта — СПб.: ДЕТГИЗ, 2014.
- Гапон — М.: Молодая гвардия, 2014. — 352 с. — (Жизнь замечательных людей). — 4000 экз. — ISBN 978-5-235-03690-1.
- Даниил Хармс: Жизнь человека на ветру — М.: АСТ, Corpus, 2015. — 576 с. — 3000 экз. — ISBN 978-5-17-086203-0.
- Азеф — М.: Молодая гвардия, 2016. — 352 с. — (Жизнь замечательных людей). — ISBN 978-5-235-03869-1.
- Старая книжная полка: Секреты знакомых книг — СПб.: Дом детской книги, 2019. — 272 с. — 2000 экз. — ISBN 978-5-604-07622-4.
- ОБЭРИУ. — СПб.: Вита Нова, 2024. — 608 с.